# Cyrtococcum chaetophoron
Cyrtococcum chaetophoron är en gräsart som först beskrevs av Johann Jakob Roemer och Schult., och fick sitt nu gällande namn av James Edgar Dandy. Cyrtococcum chaetophoron ingår i släktet Cyrtococcum, och familjen gräs. Inga underarter finns listade i Catalogue of Life.